# Staro Momčilovo
Staro Momčilovo (em cirílico: Старо Момчилово) é uma vila da Sérvia localizada no município de Žitorađa, pertencente ao distrito de Toplica, na região de Toplica. A sua população era de 122 habitantes segundo o censo de 2011.

## Demografia
| 1948 | 1953 | 1961 | 1971 | 1981 | 1991 | 2002 | 2011 |
| ---- | ---- | ---- | ---- | ---- | ---- | ---- | ---- |
| 119  | 130  | 119  | 556  | 445  | 329  | 216  | 122  |